# 제너럴 모터스 인디아
제너럴 모터스 인디아 프라이빗 리미티드(영어: General Motors India Private Limited)는 인도 사업을 위한 제너럴 모터스의 자회사였다. 제너럴 모터스는 이 파트너십에 93%의 지분을 가졌고 나머지 7%는 상하이 자동차가 보유했다. 마루티 스즈키, 현대자동차 인도, 타타 자동차 및 마힌드라 & 마힌드라 다음으로 인도에서 5번째로 큰 자동차 제조업체였다. 인도에서 21년간 사업을 운영한 후, 제너럴 모터스는 글로벌 구조조정의 일환으로 2017년 말까지 인도에서 자동차 판매를 중단했다.
제너럴 모터스 인디아의 주요 초점은 소형차와 자동차 부품의 제조 및 수출이었다. 2020년까지 수출 시장은 멕시코와 몇몇 다른 라틴아메리카 국가들을 포함했다. 보조 초점은 인도에서 판매된 GM 차량을 위한 부품 및 관련 서비스 제공이었다.

## 역사
제너럴 모터스는 1928년 인도에서 쉐보레 자동차, 트럭, 버스를 조립하며 사업을 시작했으나 1952년에 조립 사업을 중단했다. GM은 힌두스탄 모터스와의 제휴를 통해 베드포드 트럭, 복스홀 자동차, 앨리슨 트랜스미션 및 오프로드 장비를 계속 생산했다.
1994년, GMIPL은 힌두스탄 모터스가 50%, 제너럴 모터스가 50% 지분을 소유한 합작 투자로 오펠 브랜드 차량을 생산 및 판매하기 위해 설립되었다. GM은 1999년에 힌두스탄 모터스의 지분을 인수했다. GMIPL은 2003년까지 할롤 공장에서 오펠 자동차를 계속 생산했고, 그 해부터 그곳에서 쉐보레 차량 생산을 시작했다.
2000년, GMIPL은 본사를 구르가온으로 이전했다. 2003년, 회사는 방갈로르에 연구 개발 및 차량 엔지니어링 활동을 포함하는 기술 센터 운영을 시작했다. 기술 센터 운영은 인도 외부에 위치한 제너럴 모터스 운영을 위한 구매 및 재정 지원 서비스(2006), 차량 엔진 및 변속기 설계 및 엔지니어링(2007), 차량 디자인 스튜디오(2007)를 포함하도록 확장되었다.
GMIPL은 2006년 탈레가온에 두 번째 차량 조립 공장 건설을 시작했으며, 2008년 9월에 쉐보레 차량 생산을 시작했다.
2009년 말, 제너럴 모터스는 인도 사업을 중국 상하이 자동차 산업 공사(GM의 중국 주요 합작 파트너)와 50대 50 합작 투자로 전환할 것이라고 발표했다.
2012년 10월, 제너럴 모터스-쉐보레는 중국 파트너인 상하이 자동차로부터 43%의 지분을 비공개 금액으로 매입하여 인도 자회사 지분을 93%로 늘렸다고 발표했다.
2017년 12월, 회사는 인도 시장에서 쉐보레 차량 판매를 중단했으며, 비트는 수출을 위해 탈레가온 공장에서 계속 생산되었다. 탈레가온 공장은 2020년 12월 24일에 폐쇄되었다.
2020년 1월, 중국의 자동차 제조업체 만리장성 자동차가 푸네 근처의 제너럴 모터스 탈레가온 제조 공장을 인수할 것이라고 발표되었다. 이 공장은 2020년 12월까지 매각될 예정이었으나, 2020년 중국-인도 국경 분쟁으로 인해 인도 정부는 아직 공장 매각을 승인하지 않았다. 이는 구자라트주 할롤 공장이 상하이 자동차에 매각된 후 인도에 남아있는 마지막 GM 공장이었다. 이 계약은 2022년 6월에 무산되었다. 그러나 대신 현대자동차가 2023년 탈레가온 공장을 인수했다.

## 제조 시설
GMIPL은 구자라트주 할롤과 마하라슈트라주 탈레가온 다바데에 차량 제조 공장을 운영했다. 본사는 할롤과 구르가온에, 대규모 기술 센터는 방갈로르에 있었다. 할롤과 탈레가온 다바데 제조 공장은 연간 총 225,000대의 차량 생산 능력을 보유했다. 2018년에서 2020년 사이에 이 공장은 수출 시장을 위해 좌측 핸들 비트 해치백과 노치백만 생산했으며, 할롤 공장은 JSW MG Motor India가 인수했다.

## 판매, 서비스 및 마케팅 사업
인도의 대부분의 다른 자동차 회사와 마찬가지로, GMIPL은 독립적으로 소유된 딜러에게 자체 생산 차량을 판매, 서비스 및 마케팅하도록 지정한다. 2008년 8월 현재, 구르가온 본사와 뭄바이, 콜카타, 첸나이의 지역 지사에서 쉐보레 딜러 네트워크(네팔, 방글라데시, 스리랑카, 부탄의 수출 딜러 포함)를 관리했다.
GMIPL은 또한 AC 델코 브랜드로 독립 차량 정비업체에 부품 및 서비스를 판매한다.
GM 인도의 판매량은 2012년 5월 6,079대로 감소했으며, 작년 같은 달에는 8,329대였다.

## 배출 규제 논란
2013년 7월, GM 인디아는 타베라 114,000대를 리콜한다고 발표했다. 리콜 후 내부 조사를 통해 GM 인디아가 인도 시험 규정을 위반하고 있음이 밝혀졌다. 내부 조사에 따르면 일부 GM 인디아 직원들은 이미 시험에 실패한 더 높은 배출량의 엔진을 장착하고 있었다. 이 사건으로 25명의 직원이 해고되었고, GM 인디아는 2,300만 루피(35만 8천 달러)의 벌금도 내야 했다.

## 모델

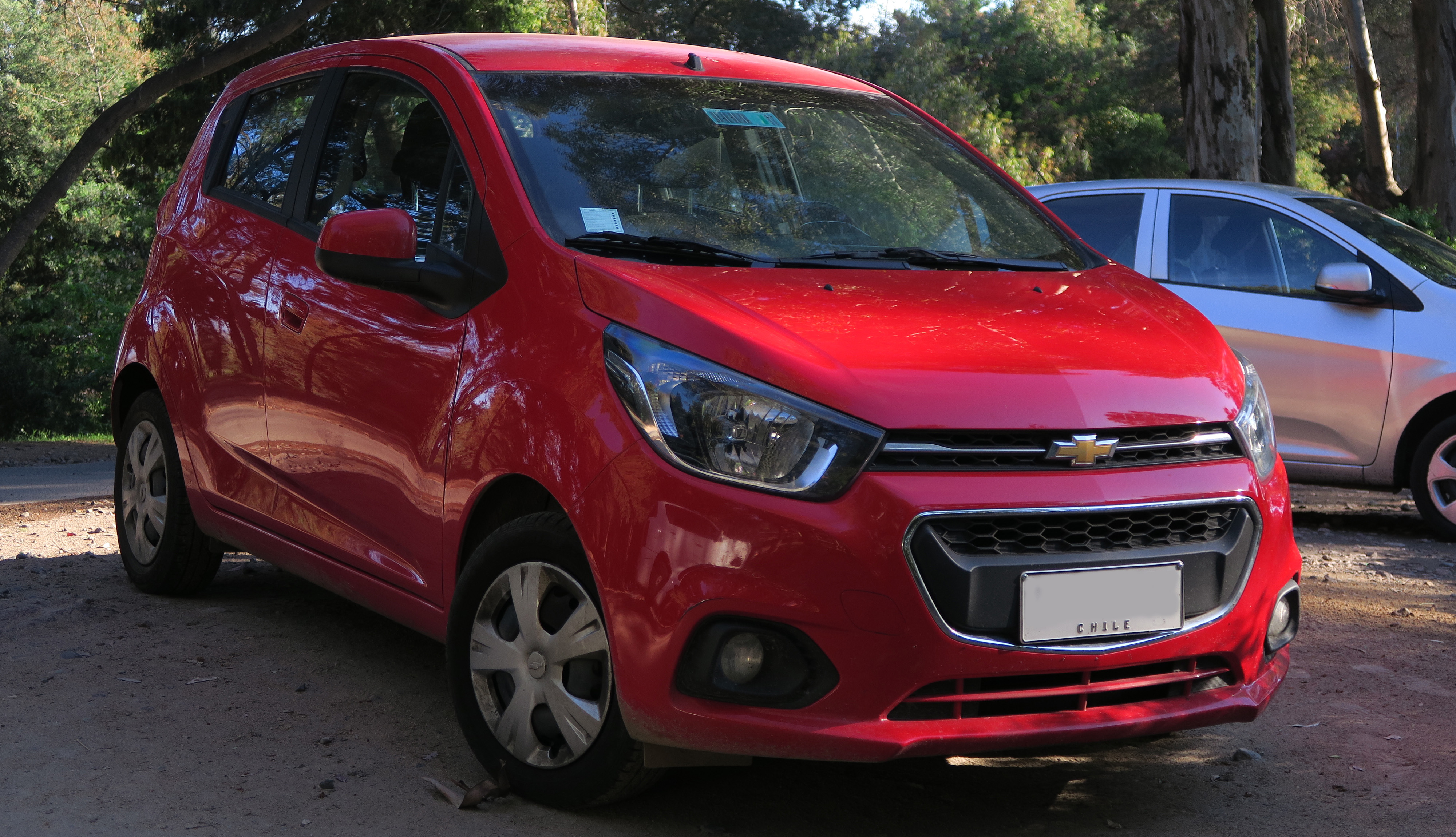
2020 쉐보레 비트

### 쉐보레

#### 단종 차량
- 쉐보레 옵트라 (2003–2012)
- 쉐보레 포레스터 (2003–2007)
- 쉐보레 타베라 (2004–2017)
- 쉐보레 아베오 (2006–2012)
- 쉐보레 옵트라 SRV (2006–2010)
- 쉐보레 아베오 U-VA (2006–2012)
- 쉐보레 스파크 (2007–2017)
- 쉐보레 캡티바 (2008–2016)
- 쉐보레 크루즈 (2009–2017)
- 쉐보레 비트 (2010–2020)
- 쉐보레 세일 U-VA (2012–2017)
- 쉐보레 세일 (2013–2017)
- 쉐보레 인조이 (2013–2017)
- 쉐보레 트레일블레이저 (2015–2017)

### 오펠

#### 단종 차량
- 오펠 아스트라 (1996–2003)
- 오펠 코르사 (2000–2006)
- 오펠 벡트라 (2003–2006)
- 오펠 코르사 스윙 (2003–2006)
- 오펠 코르사 세일 (2003–2006)